# Yorke Island

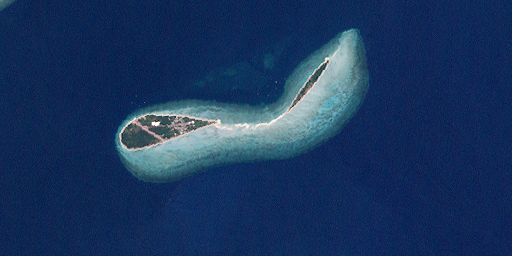
Foto satellitare di Yorke Island

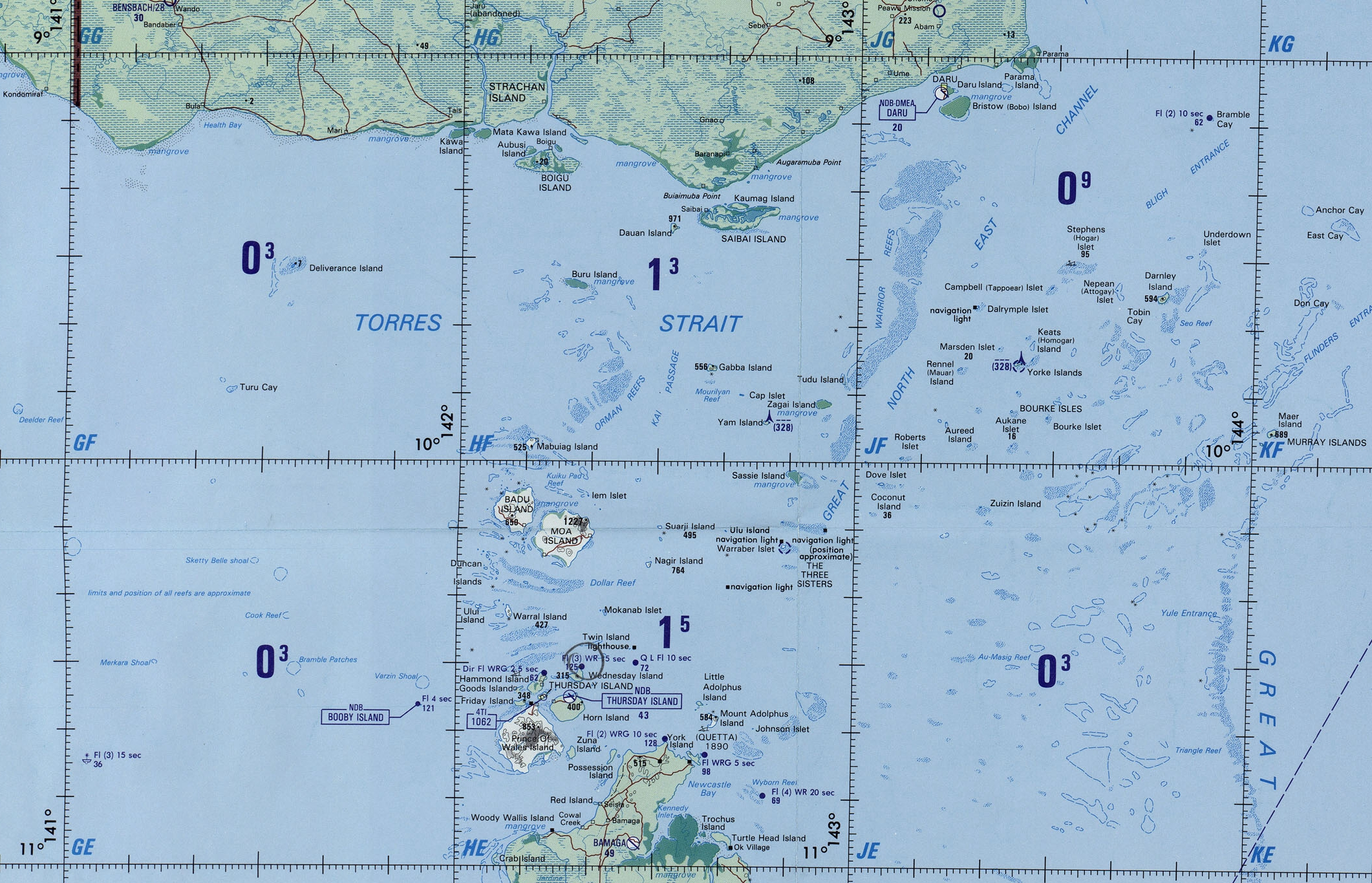
Mappa delle isole, Yorke nella zona 09.

Yorke Island o Masig nella lingua Kalaw Lagaw Ya, è un'isola corallina con 270 ab. (2016) delle isole dello Stretto di Torres nel Queensland in Australia. Si trova in cima alla Grande barriera corallina e a nordovest della penisola di Capo York. Fa parte della Regione di Torres Strait Island.